# Нисть
Нисть — река в России, протекает в Гайнском районе Пермского края. Устье реки находится в 14 км по левому берегу реки Суч. Длина реки составляет 20 км.
Исток на Верхнекамской возвышенности в 18 км к юго-западу от села Гайны. Течёт на юг по ненаселённому лесному массиву. Приток — Иванчино-Шор (правый). Впадает в Суч в 10 км к западу от посёлка Сергеевский (Иванчинское сельское поселение).

## Данные водного реестра
По данным государственного водного реестра России относится к Камскому бассейновому округу, водохозяйственный участок реки — Кама от истока до водомерного поста у села Бондюг, речной подбассейн реки — бассейны притоков Камы до впадения Белой. Речной бассейн реки — Кама.
По данным геоинформационной системы водохозяйственного районирования территории РФ, подготовленной Федеральным агентством водных ресурсов:
- Код водного объекта в государственном водном реестре — 10010100112111100002973
- Код по гидрологической изученности (ГИ) — 111100297
- Код бассейна — 10.01.01.001
- Номер тома по ГИ — 11
- Выпуск по ГИ — 1